# ريكاردو لوبيز (ملاكم)
ريكاردو لوبيز (بالإسبانية: Ricardo López)‏ مواليد 25 يوليو 1976 في المكسيك، هو ملاكم مكسيكي سابق صنّف ضمن فئة وزن الذبابة. حقق بطولة رابطة الملاكمة العالمية وبطولة المجلس العالمي للملاكمة وبطولة الاتحاد الدولي للملاكمة وبطولة منظمة الملاكمة العالمية.

## إحصائيات
خاض خلال مسيرته 52 نزالا، فاز في 51 وتعادل في 1 ولم يخسر. فاز بالضربة القاضية في 38 نزالا.

## روابط خارجية
- ريكاردو لوبيز على موقع بوكس ريك (الإنجليزية) (registration required)